# Ташходжаев, Мухторхон Максудович
Мухторхон Ташходжаев (род. 21 сентября 1983, Ферганская область или Коканд, Ферганская область) — председатель Национального паралимпийского комитета Узбекистана, Ввце-президент Азиатского паралимпийского комитета, председатель Ассоциации адаптивного спорта Узбекистана, заместитель директора Национального агентства социальной защиты при Президенте Республики Узбекистан, председатель наблюдательного совета Университета Коканд. Заслуженный спортивный тренер Республики Узбекистан.

## Биография
В 2002–2009 годах был студентом Ташкентского государственного экономического университета, где учился на программах бакалавриата и магистратуры.

## Карьера
Трудовую деятельность начал в 2004 году специалистом центра информационных технологий и дистанционного обучения Ташкентского государственного экономического университета.
- 2009-2010 гг. Ассистент кафедры корпоративного управления ТГЭУ.
- 2010-2011 гг. Помощник министра высшего и среднего специального образования Республики Узбекистан.
- 2011-2012 гг. Научный сотрудник ТГЭУ.
- 2012-2014 гг. Старший преподавателем кафедры корпоративного управления и развития конкуренции ТГЭУ.
- 2014-2014 гг. Доцент кафедры корпоративного управления и развития конкуренции ТГЭУ.
- 2014-2014 гг. Заместитель декана факультета банковского дела ТГЭУ.
- 2014-2016 гг. Декан банковского факультета ТГЭУ.
- В 2016-2020 годах декано факультета корпоративного управления ТГЭУ.
- 2013-2019 гг. Заместитель председателя Национальной паралимпийской ассоциации Узбекистана.
- 2019-2021 гг. Председатель Национальной паралимпийской ассоциации Узбекистана.
- С 2019 г. вице-президент Азиатского паралимпийского комитета.[3][4]
- С 25.05.2021 председатель Национального паралимпийского комитета Узбекистана.[5]
- С 2023 года заместитель директора Национального агентства социальной защиты при Президенте Республики Узбекистан.

В 2021 году за заслуги в развитии паралимпийского спорта Мухтархану Ташходжаеву Президентом Республики Узбекистан было присвоено почетное звание спортивный тренер Республики Узбекистан.
В рамках научных исследований М. Ташходжаевым подготовлено 5 учебников, 8 учебно-методических пособий, 2 монографии, 30 статей и тезисов в отечественных и зарубежных журналах, а также 36 статей и тезисов на конференциях, проводимых в республике и в зарубежных странах.
Под научным руководством М. Ташходжаева 2 научных сотрудника получили степень доктора философии (PhD) по экономике. Также 3 студента стали лауреатами государственной стипендии Президента Республики Узбекистан, 5 студентов стали лауреатами именной государственной стипендии, а 6 студентов стали победителями республиканской научной олимпиады.

## Награды
- Орден «Мехнат шухрати» (2024)[8].
- Почетное звание «Заслуженный спортивный тренер Республики Узбекистан».
- Нагрудный знак «Узбекистон белгиси».
- Нагрудный знак министерства обороны «Намунали хизматлари учун».
- Памятный знак «25 лет Независимости Узбекистана».
- Памятный знак «25 лет Конституции Узбекистана».
- Памятный знак «30 лет Независимости Узбекистана».
- Памятный знак «30 лет Конституции Узбекистана».
- Награжден почетными грамотами Министерства высшего и среднего специального образования Республики Узбекистан, Союза молодежи Узбекистана, Федерации профсоюзов Республики Узбекистан.